# Clerodendrum angustifolium
Clerodendrum angustifolium là một loài thực vật có hoa trong họ Hoa môi. Loài này được (Poir.) Spreng. mô tả khoa học đầu tiên năm 1825.